# Luan Vieira
Luan Guilherme de Jesus Vieira, född 27 mars 1993, är en brasiliansk fotbollsspelare som spelar för Vitória.

## Klubbkarriär
I december 2019 värvades Luan av Corinthians, där han skrev på ett fyraårskontrakt. Den 5 augusti 2022 lånades Luan ut till Santos på ett låneavtal över resten av säsongen med option på ytterligare ett år.
I juli 2023 blev Luan klar för en återkomst i Grêmio, där han skrev på ett halvårskontrakt. I januari 2024 värvades Luan av Vitória, där han skrev på ett ettårskontrakt med option på ytterligare ett år.

## Landslagskarriär
Luan var en del av Brasiliens trupp som tog guld vid olympiska sommarspelen 2016.
Luan debuterade för Brasiliens A-landslag den 26 januari 2017 i en 1–0-vinst över Colombia, där han blev inbytt i den 63:e minuten mot Diego Souza.